# Synonema cosmopoliticum
Synonema cosmopoliticum is een rondwormensoort uit de familie van de Aponchiidae. De wetenschappelijke naam van de soort is voor het eerst geldig gepubliceerd in 1989 door Jensen.